# كرايغ واترس
كرايغ واترس (بالإنجليزية: Craig Waters)‏ هو محامي أمريكي، ولد في 1956.